# Love Potion
「Love Potion」（ラブ ポーション）は、日本の女性歌手、観月ありさの21枚目のシングル。

## 解説
- 自身が主演したフジテレビ系ドラマ『ナースのお仕事4』主題歌。
- クリスティーナ・アギレラの「ジニー・イン・ア・ボトル (Genie in a Bottle)」に日本語詞をつけてカヴァーしたもの。

## 収録曲
1. Love Potion
日本語詞：相田毅　作詞・作曲：Stephen Kipner / David Frank / Pamela Sheyne　編曲：小西貴雄
フジテレビ系ドラマ『ナースのお仕事4』主題歌。
2. Sympathy
作詞：真間稜　作曲・編曲：原一博
3. Love Potion（Instrumental）
4. Sympathy（Instrumental）

## 収録アルバム
- HISTORY〜ALISA MIZUKI COMPLETE SINGLE COLLECTION〜
- VINGT-CINQ ANS